# Gianpaolo Bellini
Gianpaolo Bellini (ur. 27 marca 1980 roku w Sarnico) – włoski piłkarz występujący na pozycji środkowego obrońcy.

## Kariera klubowa
Gianpaolo Bellini jest wychowankiem Atalanty BC. Do kadry pierwszego zespołu został włączony w sezonie 1998/1999, kiedy to wystąpił w czterech spotkaniach Serie B. W kolejnych rozgrywkach Atalanta w ligowej tabeli zajęła czwarte miejsce i wywalczyła sobie awans do pierwszej ligi. W Serie A Bellini zadebiutował 1 października w zremisowanym 2:2 meczu z S.S. Lazio i przez cały sezon rozegrał w lidze 21 meczów. W sezonie 2002/2003 Atalanta uplasowała się na piętnastej pozycji w pierwszej lidze i spadła do Serie B.
Po roku gry w drugiej lidze zespół z Bergamo powrócił do najwyższej klasy rozgrywek w kraju, a Bellini w tym czasie wywalczył sobie miejsce w podstawowej jedenastce "Nerazzurrich" już na stałe. Atalanta w sezonie 2004/2005 ponownie spadła jednak do Serie B i znów po roku powrócił do pierwszej ligi. 7 kwietnia 2007 roku Bellini zaliczył swój dwusetny ligowy występ w barwach Atalanty. Obecnie tworzy linię obrony razem z Leonardo Talamontim, Thomasem Manfredinim i Györgym Garicsem.

## Kariera reprezentacyjna
16 sierpnia 2000 roku Bellini zadebiutował w reprezentacji Włoch do lat 21, a juniorzy "Squadra Azzura" pokonali wówczas Meksyk 2:0. Ostatni występ w drużynie Bellini zaliczył 22 maja 2002 roku w zremisowanym 0:0 spotkaniu ze Szwajcarią. Łącznie w barwach reprezentacji swojego kraju U-21 wychowanek Atalanty wystąpił w piętnastu pojedynkach.